# Palazzo Thiene
| Imagem: Cidade de Vicenza e Villas de Palladio no Véneto | O Palazzo Thiene está incluído no sítio "Cidade de Vicenza e Villas de Palladio no Véneto", Património Mundial da UNESCO. |  |

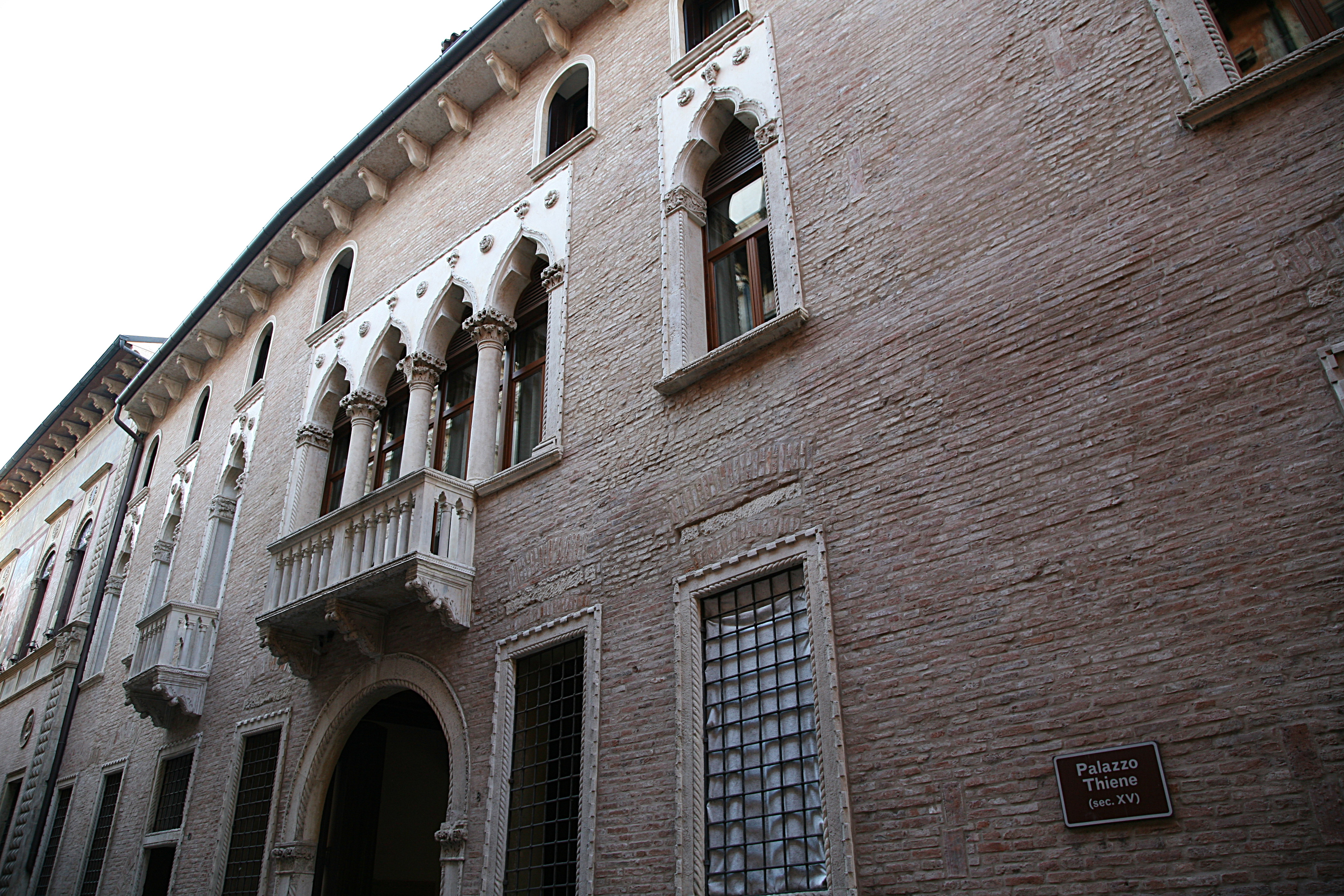
Fachada gótica do Palazzo Thiene no Contrà Porti.

O Palazzo Thiene é um palácio quatrocentista de Vicenza reestruturado pelo arquitecto Andrea Palladio a partir de 1542, provavelmente com base num projecto de Giulio Romano.
O palácio, juntamente com as outras obras arquitectónicas de Palladio em Vicenza, está incluido na lista do Património da Humanidade da UNESCO como parte do sítio Cidade de Vicenza e Villas de Palladio no Véneto. Sede histórica da Banca Popolare di Vicenza, também é utilizado, actualmente, para exposições e actividades culturais.

## História e arquitectura

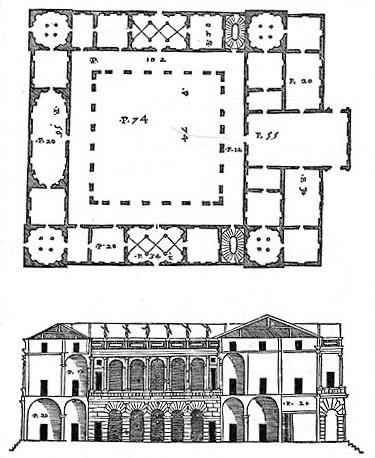
Planta e secção de Palladio, em I Quattro Libri dell'Architettura, 1570.

O palácio gótico foi construído para Lodovico Thiene por Lorenzo da Bologna em 1490, com um frontão oriental no Contrà Porti em tijolo emoldurado por lesenas angulares trabalhadas em ponta de diamante, com um portal de Tommaso da Lugano e uma bela trífora em mármore rosa. 
Em Outubro de 1542, Marcantonio e Adriano Thiene deram início à reestruturação do palácio de família, de formas góticas, segundo um projecto grandioso que teria ocupado todo um quarteirão de 54 por 62 metros, até perfilar-se sobre a principal artéria vicentina (o actual Corso Palladio).
Ricos e poderosos, os sofisticados irmãos Thiene faziam parte da grande nobreza italiana e moviam-se com naturalidade nas maiores cortes europeias: precisavam, portanto, de um palco adequado às frequências cosmopolitas e à nobreza dos próprios hóspedes. Ao mesmo tempo, como referências políticas duma precisa facção da aristocracia citadina, quiseram enfatizar o seu próprio papel na cidade com um palácio principesco, sinal dum verdadeiro poder senhorial.
Em 1614, o arquitecto inglês Inigo Jones, em visita ao palácio, anota uma informação relatada directamente por Vincenzo Scamozzi a Palma il Giovane: “estes projectos foram de Giulio Romano e executados por Palladio”. De facto, é muito provável que a idealização do Palazzo Thiene deva atribuir-se ao maduro e especialista Giulio Romano (desde 1523 em Mântua junto dos Gonzaga, com os quais os Thiene mantinham estreitíssimas relações) e que o jovem Palladio seja bastante responsável pelo projecto executivo e pela realização do edifício, um papel essencial, sobretudo depois da morte de Giulio, ocorrida em 1546.
São claramente reconhecíveis os elementos do palácio referentes a Giulio e estranhos a este pela linguagem palladiana: o átrio com quatro colunas é substancialmente idêntico ao do Palazzo del Te (embora, sem dúvida, o sistema das abóbadas tenha sido modificado por Palladio), assim como as janelas e a parte inferior das frontarias da rua e do pátio, enquanto os entablamentos e os capitéis do andar nobre (piano nobile) foram definidos por Palladio.
O estaleiro do edifício teve início em 1542. Em dezembro desse mesmo ano, Giulio Romano esteve em Vicenza por duas semanas para uma consulta sobre a loggia do Palazzo della Ragione (futura Basilica Palladiana) e provavelmente, nesta ocasião, forneceu os desenhos de ante-projecto para o Palazzo Thiene.
Os trabalhos progrediram lentamente: na frontaria externa está incisa a data 1556 e no pátio a data 1558. Em 1552 morre, em França, Adriano Thiene e pouco depois, quando o filho de Marcantonio, Ottavio, se torna Marquês de Scandiano, os interesses da família movem-se para a Província de Ferrara. Do grandioso projecto foi, assim, realizada apenas uma mínima porção, mas, provavelmente, nem os venezianos nem os outros nobres vicentinos teriam aceite tal espécie de palácio régio no coração da cidade.
Entre as curiosidades, deve destacar-se uma bizzarra lareira, realizada por volta de 1553 pelo escultor veneziano Alessandro Vittoria e que se insere no filão de lareiras maneiristas, fantásticas e refinadas difundidas sobretudo no Norte da Europa, reproduz uma adaptação da boca do Hades; está colocada no piso térreo, na Sala de Proserpina.

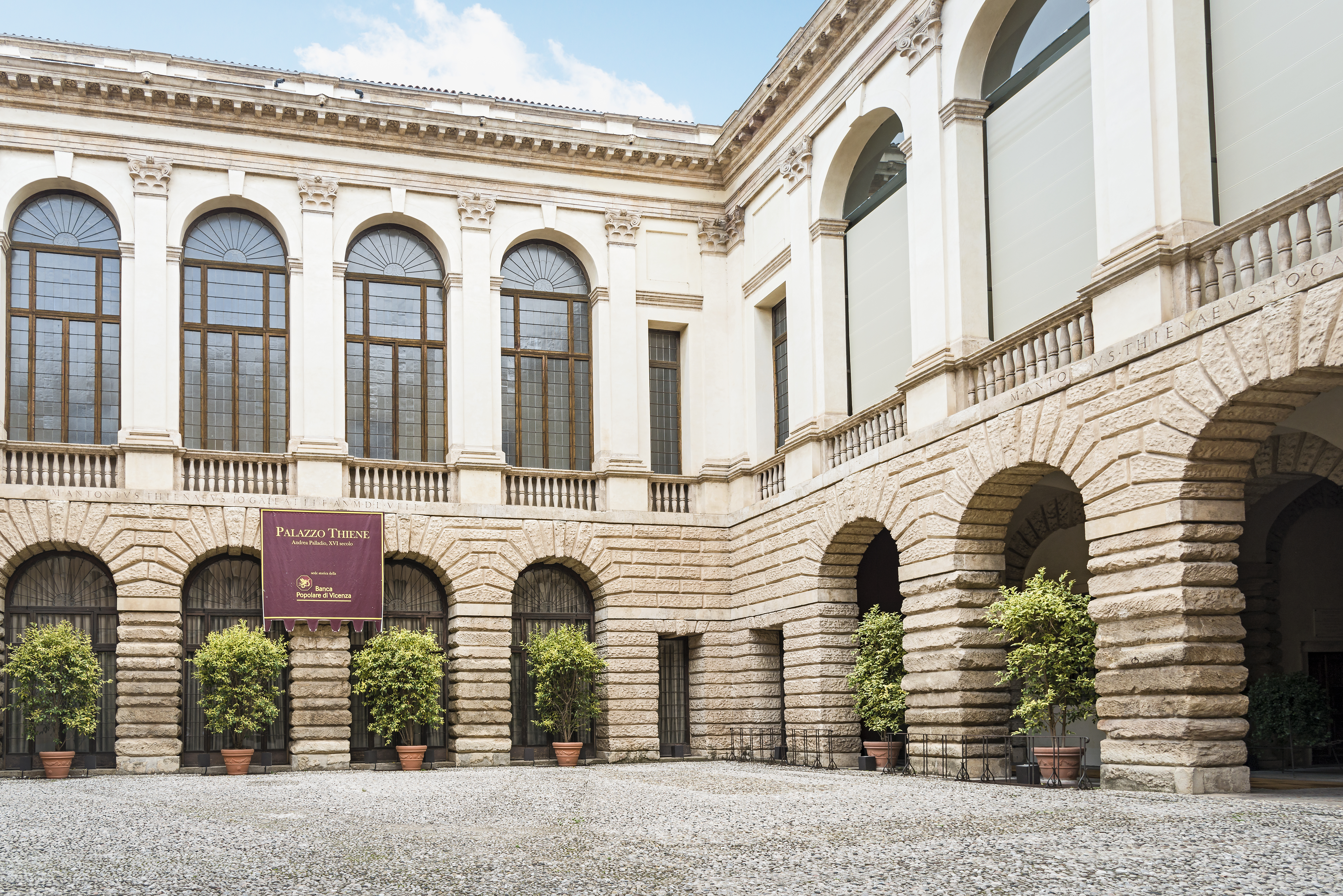
PPalazzoThiene20070705-03.jpg
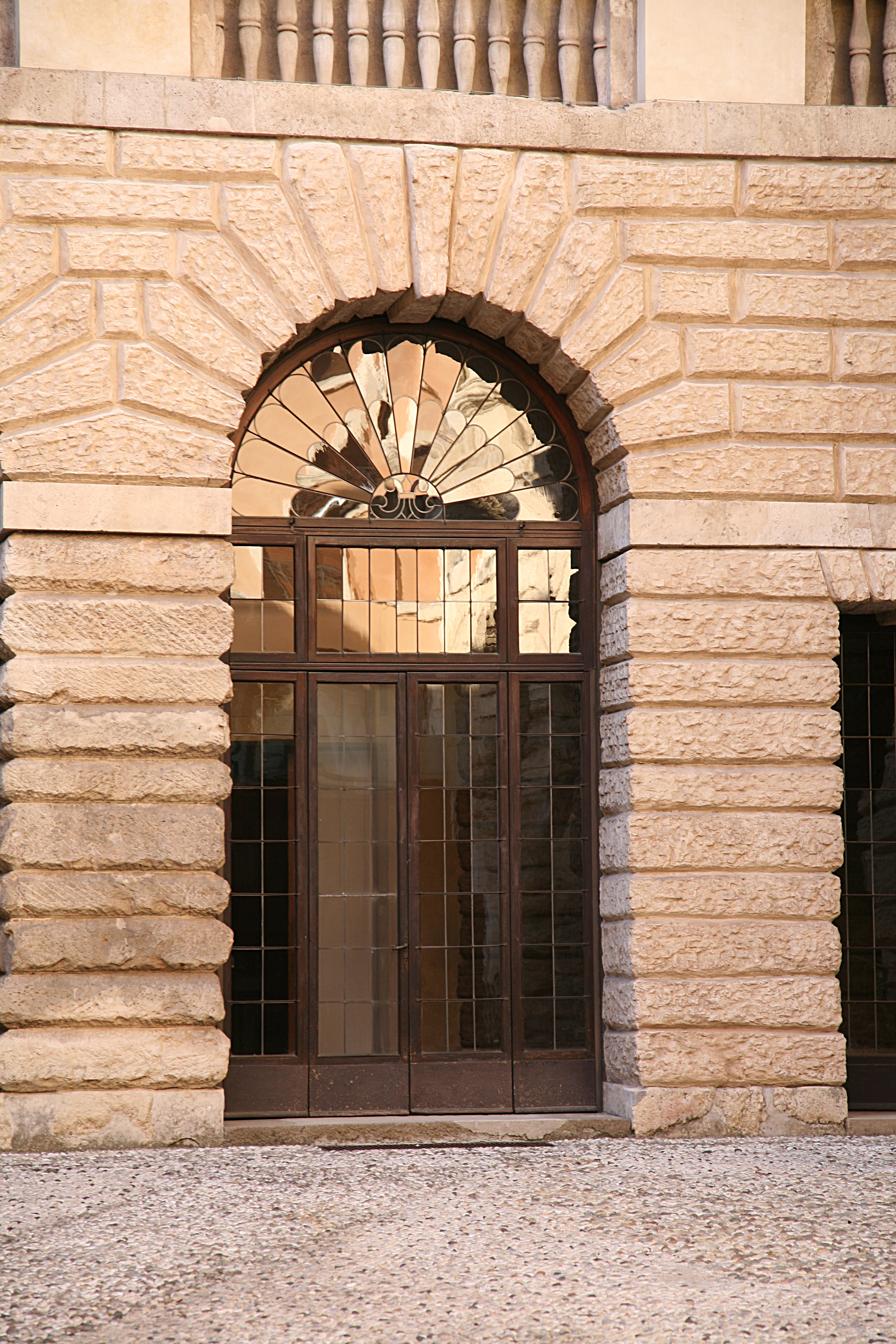
Detalhe da entrada da frontaria quinhentista
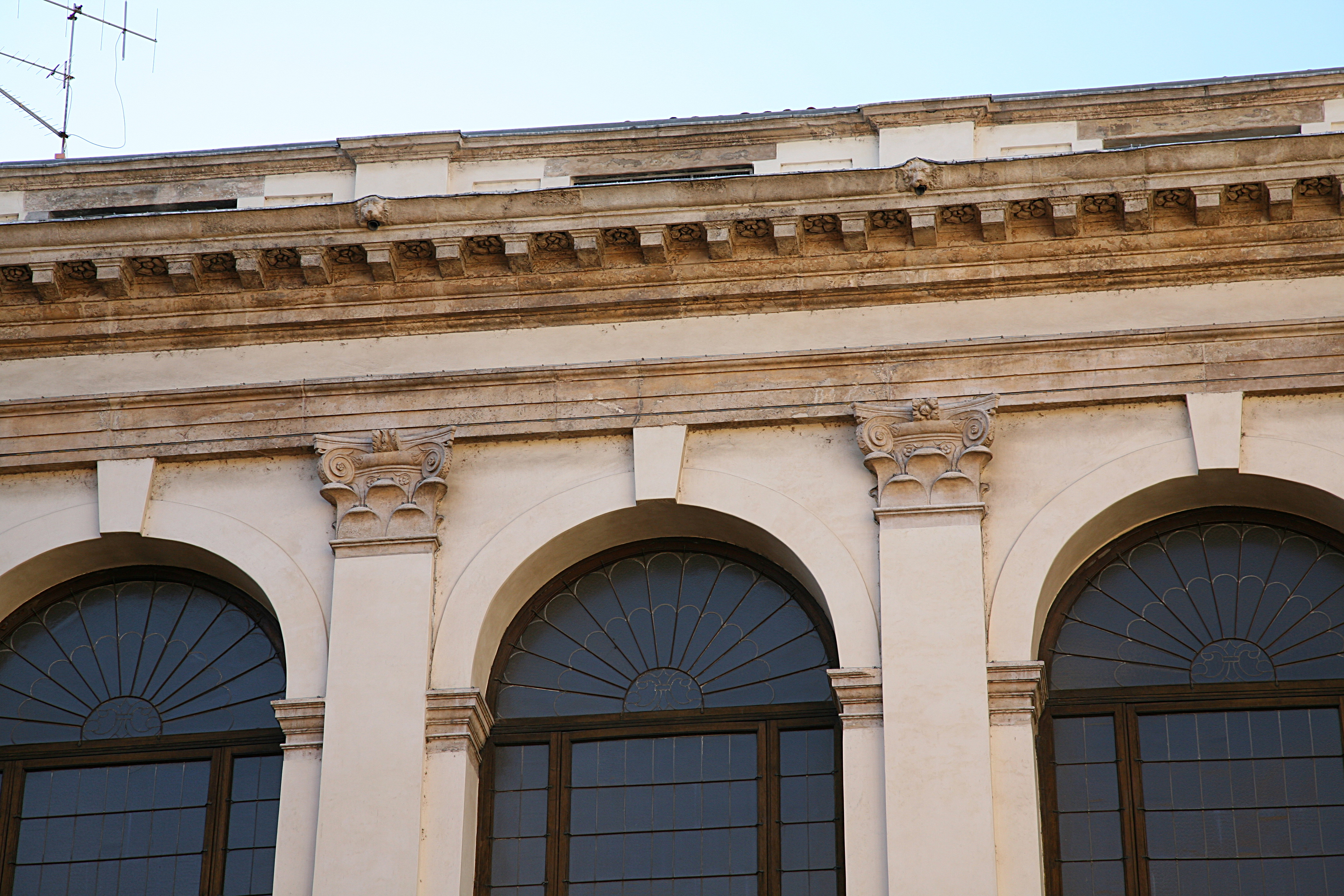
Detalhe com entablamento e capitéis do andar nobre, provável obra de Palladio